# Heróis da Fé (álbum de Rozeane Ribeiro)
Heróis da Fé é o décimo sexto álbum da cantora Rozeane Ribeiro lançado pela gravadora RORI Music em dezembro de 2014.
O álbum foi produzido por Lenno Maia e Cleybinho e possui 14 faixas de autoria da própria cantora em parceria com Josefo Flávio, Dennyon Santana, Denner de Souza, Gislaine e Mylena, Graciela Gomes e Ricardo Alves.

## Faixas
1. Heróis da Fé
2. Pedra de Esquina
3. O Som desse Adorador
4. Arrebatamento
5. O Ambiente de Glória
6. Valeu a Pena
7. É Inegociável
8. Mardoqueu
9. Hoje Eu Posso
10. De Glória Em Glória
11. O Poderoso Vai Agir
12. A Procura de Adoradores
13. Use Tua Fé
14. Só o Senhor é Deus